# Jack Baker

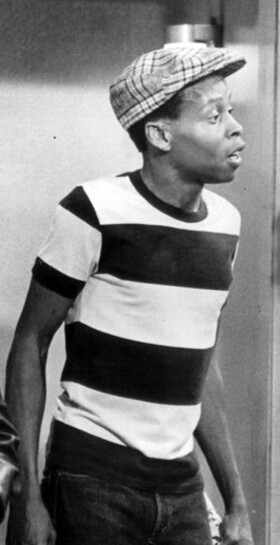
Jack Baker im 1975, Happy Days

Jack Baker, eigentlich John Anthony Bailey (* 4. Juni 1947 in Ohio; † 13. November 1994 in Los Angeles, Kalifornien) war ein US-amerikanischer Filmschauspieler. Nach einer Film- und Fernsehkarriere in den 1970er Jahren wechselte er in den 1980er Jahren ins Porno-Genre.

## Leben
John Anthony Bailey besuchte das Merritt College in Oakland. Er begann seine Film- und Fernsehkarriere in den 1960er Jahren mit einigen Gastauftritten in Shows wie Kobra, übernehmen sie oder Happy Days. Der Durchbruch gelang ihm mit der Kinderserie Wonderbugs in der er C.C. McNamera spielte. Bekannt wurde er auch durch einen kurzen Auftritt im Film Kentucky Fried Movie (1977) sowie in einer Gastrolle als Cousin Cleatus in Good Times (1975). Weitere Rollen hatte er in Liebe auf den ersten Biss (1979) und T.A.G. – Das Killerspiel (1982).
Ab 1984 folgte eine sehr erfolgreiche Pornofilmkarriere. Laut der Internet Adult Film Database spielte er in mehr als 150 Filmen mit. Er trat unter anderem in Filmen wie The Devil in Miss Jones 4: The Final Outrage (1986), New Wave Hookers (1985) und dessen Fortsetzung New Wave Hookers 2 auf. Ab 1986 trat er nur noch selten in Sexrollen auf und konzentrierte sich auf die Darstellung von anderen Charakteren im Pornofilm. Dennoch blieb er der Pornoszene treu und hatte lediglich 1991 einen Auftritt im Spielfilm Mutronics – Invasion der Supermutanten (1991).
Ende der 1980er Jahre wurde bei ihm Blasenkrebs entdeckt, einer der Gründe von seiner Abkehr von den Sexrollen. Er verstarb 1994 im Alter von 47 Jahren an den Folgen dieser Erkrankung.

## Filmografie (Auswahl)

### Film und Fernsehen
- 1965: Die Welt der Jean Harlow (Harlow)
- 1969: The Rise & Fall of Ricky Shuter
- 1969/1970: Kobra, übernehmen Sie (Mission impossible) (2 Folgen)
- 1974: Space is the Place
- 1975: Good Times (Episode: Cousin Cleatus)
- 1975: Friday Foster – Im Netz der Schwarzen Spinne (Friday Foster)
- 1976: Happy Days (2 Folgen)
- 1976–1977: Wonderbug (22 Folgen)
- 1977: M*A*S*H (1 Folge)
- 1977: Kentucky Fried Movie
- 1979: Liebe auf den ersten Biss (Love at First Bite)
- 1979–1980: The Plastic Man Comedy/Adventure Show (Synchronisation)
- 1982: T.A.G. – Das Killerspiel (Tag: The Assassination Game)

### Pornofilm
- 1984: Marilyn Chambers' Private Fantasies 2
- 1984: Let Me Tell Ya 'Bout White Chicks
- 1984: Hot Chocolate
- 1985: New Wave Hookers
- 1985: Tracy in Heaven
- 1985: Sex Fifth Avenue
- 1985: Blacks Have More Fun
- 1985: The Night of the Headhunter
- 1986: The Devil in Miss Jones 3: A New Beginning
- 1986: The Devil in Miss Jones 4: The Final Outrage
- 1986: Return to Sex Fifth Avenue
- 1986: Hotter Chocolate
- 1987: The Adventures of Dick Black, the Black Dick
- 1987: Dr. Blacklove1988 Black Satin Nights (Video)
- 1988: Debbie: 'Class of '88' (Video)
- 1988: Debbie for President
- 1988: Debbie Goes to Hawaii
- 1989: Afro Erotica 31
- 1989: Backdoor Bonanza 9
- 1989: Date with the Devil
- 1989: Deep Throat Fantasy
- 1989: Great Balls on Fire
- 1991: Climb to Sex-Dome 3
- 1991: New Wave Hookers 2
- 1993: Black Babes in Heat
- 1993: Black Magic
- 1993: Black Velvet 2
- 1993: Girlz n the Hood 3
- 1994: Truck Stop Angel
- 1994: Slut Safari 1–3